# Tim Ayres
Tim Ayres (Hastings, Verenigd Koninkrijk, 1965) is beeldend kunstenaar en woont en werkt in Amsterdam. Ayres studeerde aan de Loughborough College of Art, de Chelsea School of Art in Londen en de Rijksakademie van beeldende kunsten in Amsterdam.

## Musea
Werk van Tim Ayres is opgenomen in de collectie van
- Stedelijk Museum in Amsterdam
- Stadsgalerij Heerlen

## Tentoonstellingen (selectie)
- Henningsen Contemporary, Kopenhagen (2010)
- Glimpse; glance; glimmer: nude; semi; detail. Vous êtes ici, Amsterdam (2009)
- Tim Ayres and Herbert Hamak, Galerie Christian Roellin Project Space G27, Zürich (2009)
- To increase on return, Galerie Martin Mertens, Berlijn (2009)
- Rattlebag, Galerie Christian Roellin, St. Gallen (2008)
- On the status of the glas of water at its halfway mark, Vous etes içi, Amsterdam (2007)
- Paintings, Galeria Xavier Fiol, Palma de Mallorca (2007)
- Zu Gast, Galerie Martin Mertens, Berlijn (2006)
- Galerie Andreas Binder, München (2006)
- Barely flowers, Amongst others, Vous etes içi, Amsterdam (2005)
- Stadsgalerij Heerlen, Heerlen (2004)
- Galerie Andreas Binder, München (2004)
- Reali Arte Contemporanea, Brescia (2004)
- Dialogue Series #4 (with Lucas Lenglet), Markus Richter Gallery, Berlijn (2004)
- Paintbox Extensions, Kopenhagen (2003)
- The floor is drying because it's just been cleaned, Vous etes içi, Amsterdam (2003)
- MEMO.: Markus Richter Gallery, Berlijn (2002)
- Being there when, Vous etes içi, Amsterdam (2002)
- Phew!, Markus Richter Gallery, Berlijn (2000)
- Phew 2, Galerie Andreas Binder, München (2000)
- Wasted / Holes, Galerie Markus Richter (1999)
- The softiest bullet ever shot, Galerie Onrust, Amsterdam (1999)
- Hard listening, Galerie Andreas Binder, München (1998)
- Construction / Deconstruction, Galerie Markus Richter (with Colin Ardley) (1997)
- Centraal laboratorium van de bloedtransfusiedienst, Amsterdam (1994)
- James van Damme Gallery, Antwerpen (1994)
- We're like two inflatable dolls in a hooker's bad dream (with Inez van Lamsweerde), Stedelijk Museum Bureau Amsterdam (1993)
- International AIDS congress, Rai Exhibition Centre, Amsterdam (1992)
- A hole in motion, Fusion Gallery, Londen (1990)

## Openbare ruimte
- Universiteit Maastricht (2003)
- Muurschildering in Sophia, Bulgarije (2004)

## Bedrijfscollecties
- ABN AMRO Kunststichting, Amsterdam
- Akzo Nobel Art Foundation, Amsterdam